# Список найвищих будівель Бостона

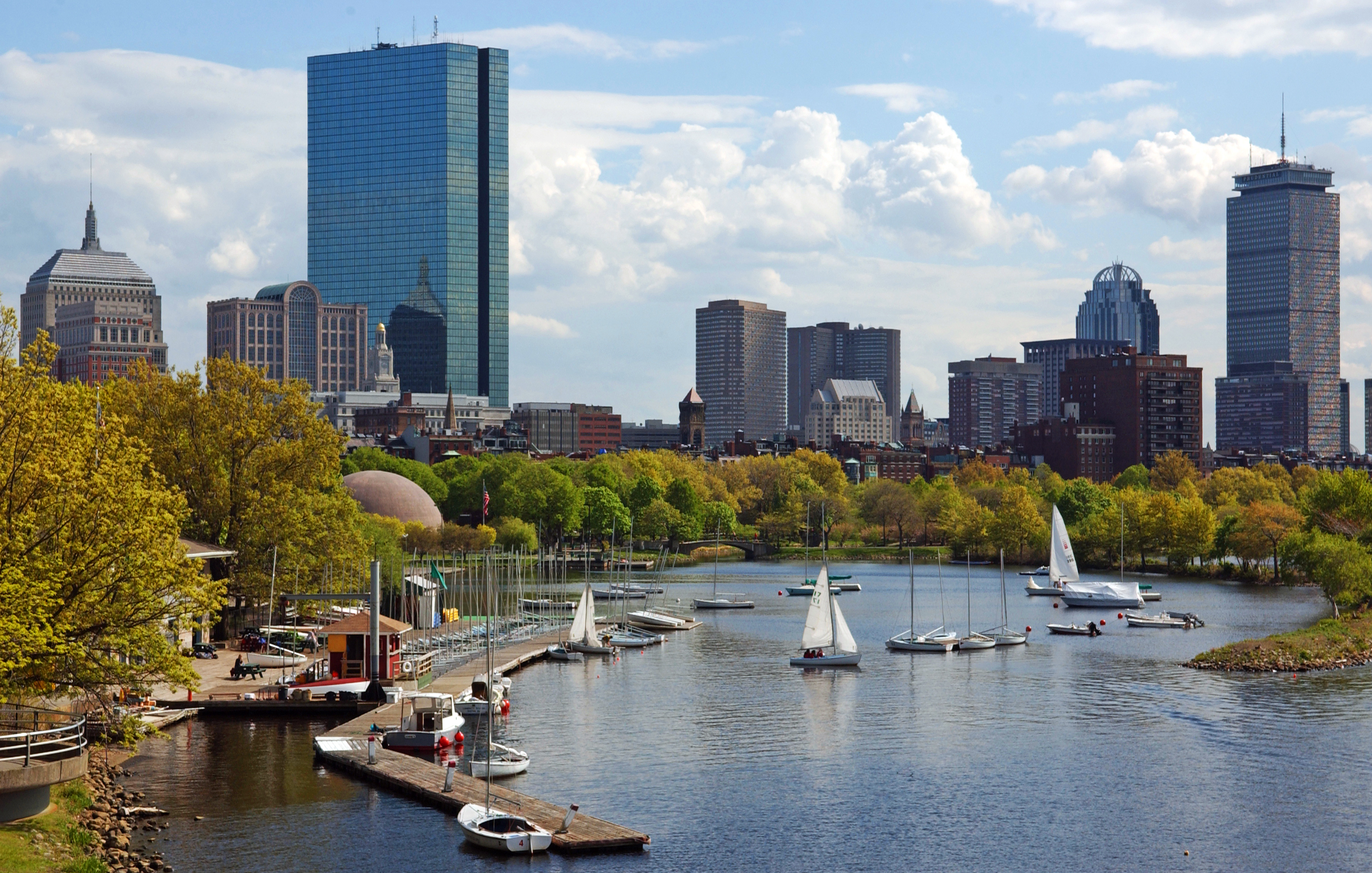
Хмарочоси з боку Back Bay

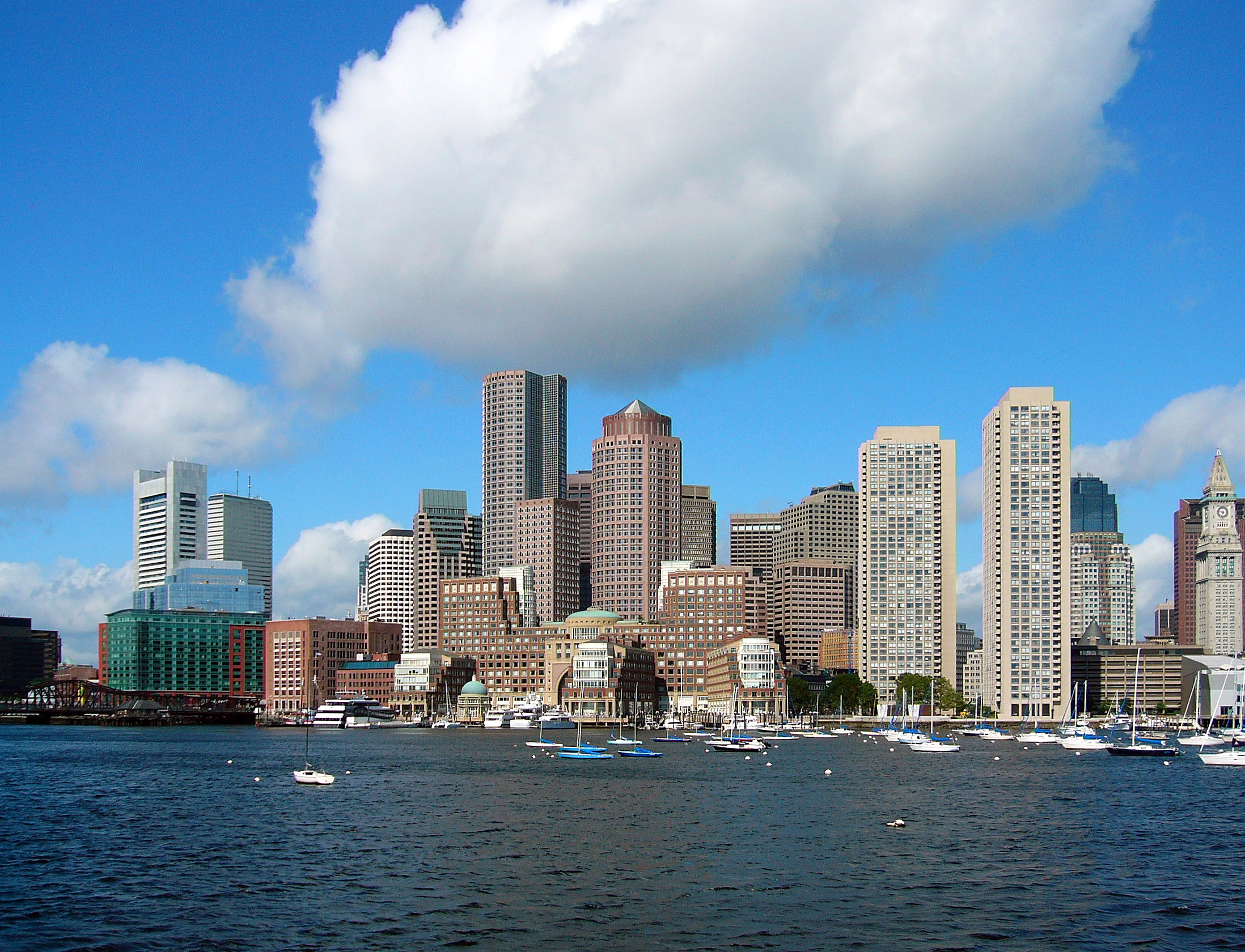
Хмарочоси з боку фінансового району Бостона

Бостон має більше ніж 400 висотних будов, більшість з яких розташовані у фінансовому районі міста та околицях району Бек-Бей. Найвищою спорудою є 60-поверхова Вежа Джона Генкока, що здіймається на висоту 241 метр. Цей небосяг займає також 92 місце у списку найвищих будівель США. Другою за височінню будовою мегаполіса є Prudential Tower (228 метрів).
Історія хмарочосів Бостона починається завершенням спорудження 13-поверхового Ames Building у 1893 році, який вважається першим висотним будинком в місті. Будівельний бум в Бостоні припав на 1960-ті й 1970-ті роки, коли було зведено 20 хмарочосів, 18 з яких стали найвищими в Новій Англії.
Станом на 2025 рік, Бостон посідає 7-е місце у Сполучених Штатах, 9-е місце у Північній Америці та 63-е місце у світі, маючи 38 будівель висотою щонайменше 100 м (330 футів).

## Найвищі будівлі
У списку перераховано хмарочоси Бостона не менше 120 метрів у висоту. Включно зі шпилями та іншими архітектурними деталями споруд, але не враховуючи щогли антен. Знак рівності (=) у стовпці «місце» означає однакову висоту двох споруд. У стовпці «рік» зазначено рік закінчення забудови.
| №  | Назва будови                                 | Зображення | Висота, м | Кількість поверхів | Рік будівництва | Координати                                                                      | Примітки |
| -- | -------------------------------------------- | ---------- | --------- | ------------------ | --------------- | ------------------------------------------------------------------------------- | --- |
| 1  | Вежа Джона Хенкока                           |            | 241       | 60                 | 1976            | 42°20′57.4″ пн. ш. 71°04′29.2″ зх. д. / 42.349278° пн. ш. 71.074778° зх. д.     | 162-й за висотою в світі, 50-й за висотою в США; найвища будівля в Бостоні та Новій Англії з 1976 року. Найвища споруда в Бостоні, побудована у 1970-х. |
| 2  | Prudential Tower                             |            | 228       | 52                 | 1964            | 42°20′49.78″ пн. ш. 71°04′57.08″ зх. д. / 42.3471611° пн. ш. 71.0825222° зх. д. | 70-й за висотою в США; оглядовий майданчик, що розташований на 50 поверсі, є найвищим у Новій Англії. Найвища споруда в місті, побудована у 1960-х.     |
| 3  | One Dalton                                   |            | 226       | 61                 | 2019            | 42°20′44.7″ пн. ш. 71°05′02.02″ зх. д. / 42.345750° пн. ш. 71.0838944° зх. д.   | Найвищий житловий будинок у Бостоні та Новій Англії. |
| 4  | Winthrop Center                              |            | 211       | 52                 | 2023            | 42°21′16.05″ пн. ш. 71°03′25.05″ зх. д. / 42.3544583° пн. ш. 71.0569583° зх. д. | Найвища будівля в Бостоні за межами Бек-Бей, яка довершена в березні 2022 року.                                                                         |
| 5  | Millennium Tower                             |            | 209       | 60                 | 2016            | 42°21′21.01″ пн. ш. 71°3′33.91″ зх. д. / 42.3558361° пн. ш. 71.0594194° зх. д.  | Житловий будинок. Найвища споруда в районі Downtown Crossing.                                                                                           |
| 6  | South Station Tower                          |            | 206       | 51                 | 2025            | 42°21′07″ пн. ш. 71°03′19″ зх. д. / 42.35194° пн. ш. 71.05528° зх. д.           | Розташований над Південним вокзалом. Добудований у листопаді 2023 року.                                                                                 |
| 7  | Federal Reserve Bank Building                |            | 187       | 32                 | 1976            | 42°21′08.55″ пн. ш. 71°03′14.82″ зх. д. / 42.3523750° пн. ш. 71.0541167° зх. д. | Найвища споруда фінансового району Бостона. |
| 8  | One Boston Place                             |            | 183       | 41                 | 1970            | 42°21′20.8″ пн. ш. 71°03′07.5″ зх. д. / 42.355778° пн. ш. 71.052083° зх. д.     | Найвища споруда урядового кварталу Бостона. |
| 9  | One International Place                      |            | 183       | 46                 | 1987            | 42°21′20.8″ пн. ш. 71°03′07.5″ зх. д. / 42.355778° пн. ш. 71.052083° зх. д.     | Найвища споруда, побудована в Бостоні у 1980-х. |
| 9  | Bulfinch Crossing: One Congress              |            | 183       | 43                 | 2023            | 42°21′46″ пн. ш. 71°03′31″ зх. д. / 42.36278° пн. ш. 71.05861° зх. д.           | Добудована 15 липня 2021 року. |
| 11 | First National Bank Building                 |            | 180       | 37                 | 1971            | 42°21′18″ пн. ш. 71°03′22″ зх. д. / 42.35498° пн. ш. 71.05623° зх. д.           | [ 29 ] [ 30 ] [ 31 ] |
| 12 | One Financial Center                         |            | 180       | 46                 | 1983            | 42°21′08.6″ пн. ш. 71°03′23.0″ зх. д. / 42.352389° пн. ш. 71.056389° зх. д.     | [ 32 ] [ 33 ] [ 34 ] |
| 13 | 111 Huntington Avenue                        |            | 169       | 36                 | 2002            | 42°20′48.38″ пн. ш. 71°04′52.86″ зх. д. / 42.3467722° пн. ш. 71.0813500° зх. д. | [ 35 ] [ 36 ] [ 37 ] |
| 14 | Two International Place                      |            | 164       | 35                 | 1992            | 42°21′23″ пн. ш. 71°03′06″ зх. д. / 42.356492° пн. ш. 71.051757° зх. д.         | Найвища споруда, побудована у 1990-х. |
| 15 | One Post Office Square                       |            | 160       | 40                 | 1981            | 42°21′25″ пн. ш. 71°03′19″ зх. д. / 42.356827° пн. ш. 71.055400° зх. д.         | [ 41 ] [ 42 ] [ 43 ] |
| 16 | One Federal Street                           |            | 158       | 38                 | 1975            | 42°21′24″ пн. ш. 71°03′25″ зх. д. / 42.356564° пн. ш. 71.056963° зх. д.         | Раніше відомий як Shawmut Bank Building. |
| 17 | Bulfinch Crossing: The Sudbury Residences    |            | 158       | 45                 | 2020            | 42°21′46″ пн. ш. 71°03′31″ зх. д. / 42.36278° пн. ш. 71.05861° зх. д.           | [ 47 ] |
| 18 | Exchange Place                               |            | 155       | 40                 | 1984            | 42°21′30″ пн. ш. 71°03′23″ зх. д. / 42.35832° пн. ш. 71.05645° зх. д.           | [ 48 ] [ 49 ] [ 50 ] |
| 18 | Hub on Causeway Office Tower                 |            | 155       | 31                 | 2021            | 42°21′57″ пн. ш. 71°03′40″ зх. д. / 42.36583° пн. ш. 71.06111° зх. д.           | [ 51 ] |
| 20 | 60 State Street                              |            | 155       | 38                 | 1977            | 42°21′33″ пн. ш. 71°03′23″ зх. д. / 42.35903° пн. ш. 71.05646° зх. д.           | [ 52 ] [ 53 ] |
| 21 | One Beacon Street                            |            | 154       | 37                 | 1971            | 42°21′30″ пн. ш. 71°03′39″ зх. д. / 42.35844° пн. ш. 71.06083° зх. д.           | [ 54 ] [ 55 ] [ 56 ] |
| 22 | One Lincoln Street                           |            | 153       | 36                 | 2003            | 42°21′09″ пн. ш. 71°03′29″ зх. д. / 42.35254° пн. ш. 71.05809° зх. д.           | [ 57 ] [ 58 ] [ 59 ] |
| 23 | 28 State Street                              |            | 152       | 40                 | 1970            | 42°21′34″ пн. ш. 71°03′27″ зх. д. / 42.35933° пн. ш. 71.05747° зх. д.           | [ 60 ] [ 61 ] [ 62 ] |
| 24 | Hub on Causeway Residential Tower            |            | 151       | 45                 | 2019            | 42°21′56.52″ пн. ш. 71°03′39.60″ зх. д. / 42.3657000° пн. ш. 71.0610000° зх. д. | [ 60 ] [ 61 ] [ 62 ] |
| 25 | Custom House Tower                           |            | 151       | 32                 | 1915            | 42°21′32.65″ пн. ш. 71°03′12.13″ зх. д. / 42.3590694° пн. ш. 71.0533694° зх. д. | Найвища споруда, побудована в Бостоні у 1910-х роках.                                                                                                   |
| 26 | Berkeley Building                            |            | 151       | 26                 | 1947            | 42°20′59.78″ пн. ш. 71°04′21.55″ зх. д. / 42.3499389° пн. ш. 71.0726528° зх. д. | Найвища споруда, побудована в Бостоні у 1940-х роках.                                                                                                   |
| 27 | The Alcott                                   |            | 148       | 44                 | 2022            | 42°21′55″ пн. ш. 71°03′52″ зх. д. / 42.36528° пн. ш. 71.06444° зх. д.           | [ 69 ] [ 70 ] |
| 28 | 33 Arch Street                               |            | 145       | 33                 | 2004            | 42°21′21″ пн. ш. 71°03′28″ зх. д. / 42.35596° пн. ш. 71.05790° зх. д.           | [ 71 ] [ 72 ] [ 73 ] |
| 28 | State Street Bank Building                   |            | 145       | 33                 | 1966            | 42°21′22″ пн. ш. 71°03′15″ зх. д. / 42.35622° пн. ш. 71.05418° зх. д.           | Також відомий як 225 Franklin Street. |
| 30 | Ritz-Carlton Towers Boston Common — Tower I  |            | 145       | 38                 | 2001            | 42°35′30.2″ пн. ш. 71°06′29.4″ зх. д. / 42.591722° пн. ш. 71.108167° зх. д.     | [ 77 ] [ 78 ] [ 79 ] |
| 31 | 125 High Street                              |            | 138       | 30                 | 1991            | 42°35′53.2″ пн. ш. 71°05′32.6″ зх. д. / 42.598111° пн. ш. 71.092389° зх. д.     | [ 80 ] [ 81 ] [ 82 ] |
| 32 | 100 Summer Street                            |            | 137       | 32                 | 1974            | 42°21′14″ пн. ш. 71°03′27″ зх. д. / 42.35383° пн. ш. 71.05745° зх. д.           | [ 83 ] [ 84 ] [ 85 ] |
| 33 | Avalon North Station                         |            | 137       | 38                 | 2016            | 42°21′11″ пн. ш. 71°03′47″ зх. д. / 42.35302° пн. ш. 71.06294° зх. д.           | Найвища споруда в районі West End. Досягла своєї найвищої точки 2 грудня 2015.                                                                          |
| 34 | Ritz-Carlton Towers Boston Common — Tower II |            | 136       | 36                 | 2001            | 42°35′30.2″ пн. ш. 71°06′29.4″ зх. д. / 42.591722° пн. ш. 71.108167° зх. д.     | [ 89 ] [ 90 ] [ 91 ] |
| 35 | Raffles Boston Back Bay Hotel                |            | 136       | 33                 | 2022            | 42°20′55″ пн. ш. 71°04′30″ зх. д. / 42.34861° пн. ш. 71.07500° зх. д.           | [ 92 ] [ 93 ] [ 94 ] |
| 36 | Russia Wharf                                 |            | 133       | 32                 | 2011            | 42°21′12″ пн. ш. 71°03′10″ зх. д. / 42.353323° пн. ш. 71.052854° зх. д.         | [ 95 ] |
| 37 | Keystone Building                            |            | 122       | 32                 | 1971            | 42°35′41.5″ пн. ш. 71°05′44.3″ зх. д. / 42.594861° пн. ш. 71.095639° зх. д.     | [ 96 ] [ 97 ] [ 98 ] |
| 37 | Harbor Towers I                              |            | 122       | 40                 | 1971            | 42°21′28.64″ пн. ш. 71°02′59.89″ зх. д. / 42.3579556° пн. ш. 71.0499694° зх. д. | [ 99 ] [ 100 ] [ 101 ] |

### Найвищі будівлі за висотою їхнього шпиля
У списку, з метою порівняння, наведено перелік хмарочосів Бостона із зазначенням їхнього метражу у височину, включно з антенами та щоглами.
| №  | Назва                         | Зображення | Висота з верхівкою | Стандартна висота | Примітки |
| -- | ----------------------------- | ---------- | ------------------ | ----------------- | -------- |
| 1  | Prudential Tower              |            | 276                | 228               | [ 6 ]    |
| 2  | Вежа Джона Хенкока            |            | 241                | 241               | [ 4 ]    |
| 3  | One Dalton                    |            | 226                | 226               |          |
| 4  | Millennium Tower (Бостон)     |            | 213                | 209               | [ 13 ]   |
| 5  | Winthrop Center               |            | 221                | 221               |          |
| 6  | One Financial Center          |            | 208                | 180               | [ 32 ]   |
| 7  | One Beacon Street             |            | 190                | 154               | [ 54 ]   |
| 8  | Federal Reserve Bank Building |            | 187                | 187               | [ 18 ]   |
| 9  | One Boston Place              |            | 183                | 183               | [ 20 ]   |
| 10 | One International Place       |            | 183                | 183               | [ 24 ]   |
| 11 | First National Bank Buildin   |            | 180                | 180               | [ 29 ]   |
| 12 | 111 Huntington Avenue         |            | 169                | 169               | [ 35 ]   |
| 13 | Two International Place       |            | 164                | 164               | [ 38 ]   |

## Споруди в стадії будівництва, затверджені та запропоновані
У списку перераховані хмарочоси, висотою не менше 120 метрів, що знаходяться на стадії зведення або проєктування.
| Назва                                   | Висота, м | Кількість поверхів | Рік будівництва | Статус                    | Примітка                                                               |
| --------------------------------------- | --------- | ------------------ | --------------- | ------------------------- | ---------------------------------------------------------------------- |
| One Bromfield                           | 216       | 59                 | Невідомо        | Запропоновано будівництво | [ 102 ]                                                                |
| Copley Place Tower                      | 190       | 52                 | 2017            | Концепт                   | Після завершення будівництва стане найвищим житловим будинком Бостона. |
| Parcel 15 Tower                         | >183      | 40                 | Невідомо        | Проєкт схвалений          | Також відомий як 1000 Boylston Street вежі.                            |
| Harbor Garage Project Residential Tower | 183       | 43                 | Невідомо        | Запропоновано будівництво | Висота у 183 м (600 футів) офіційно затверджена BPDA (3 лютого 2017).  |
| One Congress Street Tower 2             | 182       | 43                 | 2023            | Структурно завершено      | [ 107 ]                                                                |
| Harbor Garage Project Office Tower      | 167       | Невідомо           | Невідомо        | Концепт                   | [ 106 ]                                                                |
| Back Bay Station Residences             | 127       | 34                 | Невідомо        | Проєкт схвалений          | [ 108 ]                                                                |

## Скасовані або заморожені проекти
Зазначені хмарочоси, забудова яких вже починалась або планувалась, але спорудження з якихось причин не закінчене.
| Назва                       | Висота, м | Кількість поверхів | Рік будівництва | Статус                            | Примітка |
| --------------------------- | --------- | ------------------ | --------------- | --------------------------------- | --- |
| Trans National Place        | 109       | 75                 | 2012            | Проєкт скасовано.                 | Будівництво вежі було скасоване у 2008 році через кризу на ринку комерційної нерухомості та після того, як Федеральне управління цивільної авіації відхилило запропоновану висоту хмарочоса, визнавши її можливою перепоною для повітряного руху міжнародного аеропорту Логан. |
| Aquarium Garage Development | Невідомо  | 70                 | Невідомо        | Проєкт було скасовано у 2012 році | Через конфлікт із мером міста Томасом Меніно проєкт було скасовано. |
| One Franklin Street         | 151       | 38                 | 2010            | Будівництво заморожено            | Друга назва «Комплекс Фенікс». |
| 101 Clarendon Street        | 130       | 35                 | Невідомо        | Проєкт не реалізовано             | Проєкт було схвалено, але через брак фінансування та супротив місцевих жителів небосяг побудований не був. Станом на 2016 рік існує дві компанії, які зацікавлені у відродженні проекту.                                                                                       |

## Хронологія найвищих споруд Бостона
Ames Building, побудований у 1893 році, не зміг стати найвищим будинком міста через те, що був нижче шпиля Церкви Згоди. Першою «найвищою будівлею міста» було визнано Custom House Tower у 1915 році.
| Назва                  | Зображення | Адреса                | Період              | Висота, м | Кількість поверхів | Координати                                                                      | Примітки |
| ---------------------- | ---------- | --------------------- | ------------------- | --------- | ------------------ | ------------------------------------------------------------------------------- | -------- |
| Старий Капітолій       |            | 206 Washington Street | 1713–1745           | 32        | 3                  | 42°21′31.57″ пн. ш. 71°03′28.1″ зх. д. / 42.3587694° пн. ш. 71.057806° зх. д.   | [ 117 ]  |
| Стара Північна церква  |            | 193 Salem Street      | 1745–1810           | 53        | 1                  | 42°21′58.78″ пн. ш. 71°03′16.04″ зх. д. / 42.3663278° пн. ш. 71.0544556° зх. д. | [ 118 ]  |
| Церква Парк-Стріт      |            | 1 Park Street         | 1810–1867           | 66        | 1                  | 42°21′25.0″ пн. ш. 71°03′44″ зх. д. / 42.356944° пн. ш. 71.06222° зх. д.        | [ 119 ]  |
| Church of the Covenant |            | 67 Newbury Street     | 1867–1915           | 72        | 1                  | 42°21′07.00″ пн. ш. 71°4′26.00″ зх. д. / 42.3519444° пн. ш. 71.0738889° зх. д.  | [ 116 ]  |
| Custom House Tower     |            | 3 McKinley Square     | 1915–1964           | 151       | 32                 | 42°21′32.65″ пн. ш. 71°03′12.13″ зх. д. / 42.3590694° пн. ш. 71.0533694° зх. д. | [ 63 ]   |
| Prudential Tower       |            | 800 Boylston Street   | 1964–1976           | 228       | 52                 | 42°20′49.78″ пн. ш. 71°04′57.08″ зх. д. / 42.3471611° пн. ш. 71.0825222° зх. д. | [ 6 ]    |
| Вежа Джона Хенкока     |            | 200 Clarendon Street  | 1976–теперішній час | 241       | 60                 | 42°20′57.4″ пн. ш. 71°04′29.2″ зх. д. / 42.349278° пн. ш. 71.074778° зх. д.     | [ 4 ]    |